# Refuge du Mont Pourri
Das Refuge du Mont Pourri ist eine Schutzhütte der Sektion Chambery des Club Alpin Français im Département Savoie in der Region Auvergne-Rhône-Alpes befindet. Sie liegt auf einer Höhe von 2373 m

## Geschichte
Bereits zu Beginn des 20. Jahrhunderts gab es in der Nähe des Grand Col eine Hütte. Von diesem Gebäude gibt es jedoch keine Überreste mehr. Das heutige Gebäude wurde im Jahr 1974 errichtet und ersetzte das ca. 20 Minuten entfernt gelegene Refuge Regaud, das zu einem Ausstellungsraum über den Alpinismus am Mont Pourri umfunktioniert wurde.

## Beschreibung
Die Schutzhütte ist in der Zeit von Mitte Juni bis Mitte September bewirtschaftet, in dieser Zeit bietet sie 55 Wanderern eine Übernachtungsmöglichkeit. Außerhalb dieser Zeit stehen insgesamt 50 Schlafplätze zur Verfügung.

## Zustieg
Die Hütte kann über folgende Wege erreicht werden:
- vom Weiler Beaupraz (Höhe 1550 m), Teil der Gemeinde Peisey-Nancroix. Der Weg führt zunächst in Richtung der Kapelle und steigt in östliche Richtung zur Schutzhütte auf. Für den Anstieg sind ca. 2h30 einzurechnen.
- Von der Schutzhütte Refuge de Rosuel (Höhe 1557 m) die unweit vom Weiler Beaupraz liegt, nimmt man zunächst den Fernwanderweg GR 5, biegt dann links in Richtung Plan de la Plagne ab. Für den Weg sind ca. 2h45 einzuplanen. Dieser Weg quert eine Reihe von kleinen Bächen die insbesondere zu Beginn der Wandersaison viel Wasser führen. Die Verwaltung des Nationalpark Vanoise stellt sicher, dass die Brücken spätestens ab Mitte Juni genutzt werden können. Alternativ existiert von Rosuel aus ein Weg über die Via ferrata des Bettières (insbesondere der dritte Abschnitt des Klettersteigs ist schwierig).
- Von Arcs 1800 kann man die Seilbahn bis zur zweiten Station Transarc nehmen. Ab dort nimmt man zunächst den befahrbaren Weg in Richtung Col de la Chal. Für den einfachen Weg sollte man ca. 1h20 einplanen. Vom Col de la Chal kann man noch einen Abstecher zum See Lac des Moutons einplanen;

## Tourenmöglichkeiten
Die Hütte ist Etappenziel bei folgenden Rundwanderwegen:
- Le Tour du Mont Pourri  (3 Tage);
- Le Tour de la Pointe du Vallaisonnay (4 Tage).

Von der Hütte sind der Grand Col (der Weg führt zunächst zum See Lac des Moutons) und der Gletscher Glacier du Geay (über das Refuge Regaud) erreichbar.

## Alpine Anstiege
Die Hütte ist Ausgangspunkt für Touren auf den Mont Pourri, der mit seiner Höhe von 3779 m der zweithöchste Gipfel des Départements Savoie ist. Ferner bieten sich Touren auf den Mont Turia, die Aiguille du Saint-Esprit, den Dôme de la Sache sowie den Dôme des Platières an.
Die Brèche Poccard, die in 1h30 erreicht werden kann, bietet Kletterern mehrere Anstiege in den Schwierigkeiten 5c bis 6b. Die nahe an der Hütte liegende Aiguille du Saint-Esprit verfügt ebenfalls über eine komplett erschlossene Kletterroute mit der Schwierigkeit 5c.